# آقای سانسور
آقای سانسور فیلمی به کارگردانی علی جبارزاده، نویسندگی علی جبارزاده و تهیه‌کنندگی غلامرضا گمرکی محصول سال ۱۳۹۶ است.
این فیلم از ۲۶ شهریور ۱۳۹۹ در سینماهای ایران اکران شده‌است.

## خلاصه داستان
رامین کاتبی نویسنده است و همچنین در شرکت دایی خود هم کار می‌کند با این حال کتاب‌های او چندان جالب نبود و به فروش نرفت. شهرام فرعی که این وضع رامین را دید فکری به ذهنش رسید تا بتواند صدای دل مردم را بشنود و کتابی در این باره بنویسد…

## بازیگران
- محمدرضا فروتن
- بهرام افشاری
- بهاره رهنما
- بهنوش بختیاری
- امیر کربلایی‌زاده
- محمود پاک‌نیت
- امید روحانی
- گیتی قاسمی
- صحرا اسدالهی
- آریانا مثنوی